# Злотовски окръг
Злотовски окръг (на полски: Powiat złotowski) е окръг в Северна Полша, Великополско войводство. Заема площ от 1660,17 км2. Административен център е град Злотов.

## География
Окръгът се намира в историческия регион Померания. Разположен е в северната част на войводството.

## Население
Населението на окръга възлиза на 70 292 души (2012 г.). Гъстотата е 42 души/км2.

## Административно деление
Административно окръгът е разделен на 8 общини.
Градска община:
- Злотов

Градско-селски общини:
- Община Крайенка
- Община Оконек
- Община Ястрове

Селски общини:
- Община Закшево
- Община Злотов
- Община Липка
- Община Тарновка

## Галерия
- Злотов
- Крайенка
- Оконек
- Ястрове